# ハウランド島
ハウランド島（Howland Island）は、北太平洋にあるアメリカ合衆国領の無人島。合衆国領有小離島の1つ。

## 概要
位置は北緯0度48分 西経176度37分 / 北緯0.800度 西経176.617度（ホノルルの南西3,100 km）にあり、面積は1.84 km2、海岸線総延長6.4 km。港湾施設や空港は無し。淡水は得られない。
島はアメリカ合衆国魚類野生生物局管轄で国立野生保護区に指定され、合衆国未編入地域で領有小離島である。

## 歴史
- 1822年 - アメリカの捕鯨船オエノ号のジョージ・B・ワース船長が島を発見し、ワース島と命名。
- 1828年 - ニューベッドフォードの捕鯨船ミネルバ・スミス号のダニエル・マッケンジー船長が島に到着。ワース船長が島を発見しワース島の名を与えた事を知らずに、マッケンジー船長は海図にまだ記載されていない島だと信じ、ミネルバ・スミス号の船の経営・所有者アイザック・ハウランド・ジュニアとギデオン・ハウランド船長の敬意からハウランド島と名付ける。
- 1832年と1839年 - ニューベッドフォードの捕鯨船ギデオン・ハウランド号のマイケル・ベーカー船長が島を訪れる。
- 1842年 - ニューベッドフォードの捕鯨船イザベラ号のジョージ・E・ネッチャー船長が島を訪れ、海図にまだ記載されていない島を再発見。以前からマッケンジー船長によりハウランド島と命名されていたが、ネッチャー船長は最後に島を発見した、イザベラ号の見張りのハウランド家の一員の敬意からハウランド島の名を命名。
- 1857年 - ニューヨークのアメリカン・グアノ・カンパニーがベーカー島とハウランド島を所有。アメリカが領有。以後アメリカのグアノ会社によりグアノの採掘がおこなわれる。
- 1886年 - イギリスが一時期、領有権を主張し、1885年から1891年までイギリスのグアノ会社によりグアノの採掘がおこなわれた。
- 1935年 - ベーカー島、ジャーヴィス島とともに入植が試みられた。
- 1937年 - 女性パイロット初の世界一周飛行を目指したアメリア・イアハートがラエからアイランド・ホッピングでこの島を目指す途中で遭難。
- 第二次世界大戦が始まると島民は島外へ脱出し入植は結局放棄された。

## 標準時
標準時はUTC-12を採用しており、地球上で最も遅く新しい1日が始まる地域の一つである。もう一つはベーカー島である。